# Caelospermum
Caelospermum é um género botânico pertencente à família Rubiaceae.

## Espécies selecionadas
- Caelospermum decipiens
- Caelospermum paniculatum
- Caelospermum reticulatum